# Mamoplàsia
La mamoplàsia és l'augment normal o espontani dels pits humans.
La mamoplàsia es produeix normalment durant la pubertat i l'embaràs en les dones, així com durant determinats períodes del cicle menstrual. Quan es presenta en homes, s'anomena ginecomàstia i es considera patològica. Quan es produeix en dones i és extremadament excessiu, s'anomena macromàstia (també coneguda com a gigantomàstia o hipertròfia mamària) i de la mateixa manera es considera patològica. La mamoplàsia pot ser deguda a la congestió mamària, que és un engrandiment temporal dels pits causat per la producció i l'emmagatzematge de llet materna en associació amb la lactància i/o galactorrea (producció excessiva o inadequada de llet). La mastodínia (dolor/sensibilitat mamària) es produeix amb freqüència amb la mamoplàsia.
Durant la fase lútea (última meitat) del cicle menstrual, a causa de l'augment del flux sanguini mamari i/o la retenció de líquids premenstruals causada per altes concentracions circulants d'estrògens i/o progesterona, els pits augmenten temporalment de mida, i això és experimentat per les dones com a plenitud, pesadesa, inflor i sensació de formigueig.
La mamoplàsia pot ser un efecte o efecte secundari de diversos fàrmacs, inclosos els estrògens, antiandrògens com l'espironolactona, l'acetat de ciproterona, la bicalutamida i la finasterida, l'hormona del creixement i els fàrmacs que eleven els nivells de prolactina com els antagonistes del receptor D₂ com els antipsicòtics (per exemple, la risperidona), metoclopramida i domperidona i certs antidepressius com els inhibidors selectius de la recaptació de serotonina (ISRS) i els antidepressius tricíclics (TCA).
El risc sembla ser menor amb els inhibidor de la recaptació de serotonina i noradrenalina (SNRI) com la venlafaxina. Els antidepressius «atípics» mirtazapina i bupropió no augmenten els nivells de prolactina (el bupropió en realitat pot disminuir els nivells de prolactina) i, per tant, pot ser que no hi hagi cap risc amb aquests agents. Altres fàrmacs que s'han associat amb la mamoplàsia inclouen D-penicilamina, bucil·lamina, neotetazona, ciclosporina, indinavir, marihuana i cimetidina.
Un estudi de 1997 va trobar una associació entre els ISRS i la mamoplàsia en 23 (39%) de les seves 59 dones participants. Els estudis també han trobat associacions entre els ISRS i la galactorrea. Aquests efectes secundaris semblen ser deguts a la hiperprolactinèmia (nivells elevats de prolactina) induïda per aquests fàrmacs, un efecte que sembla ser causat per la inhibició mediada per la serotonina de les neurones dopaminèrgiques tuberoinfundibulars que inhibeixen la secreció de prolactina. S'ha trobat que la mamoplàsia que poden provocar aquests fàrmacs està altament correlacionada amb l'augment de pes simultàniament (en l'estudi de 1997, el 83% dels que van experimentar un augment de pes també van experimentar mamoplàsia, mentre que només el 30% dels que no van experimentar un augment de pes van experimentar mamoplàsia). S'informa que la mamoplàsia associada als ISRS és reversible amb la suspensió del fàrmac. Els ISRS s'han associat notablement amb un augment modest del risc de càncer de mama. Això està d'acord amb què els nivells més alts de prolactina s'associen amb un augment del risc de càncer de mama.
En la inducció de la pubertat en noies hipogonadals i en la teràpia hormonal feminitzant en dones transgènere, així com en la millora hormonal de la mama en dones amb mames tuberoses o pits petits, la mamoplàsia és un efecte desitjat.